# Raymond Croze
 (avril 2017).
Si vous disposez d'ouvrages ou d'articles de référence ou si vous connaissez des sites web de qualité traitant du thème abordé ici, merci de compléter l'article en donnant les références utiles à sa vérifiabilité et en les liant à la section « Notes et références ».
Raymond Croze né le  5 juin 1908 à Draguignan et décédé le 28 mai 1978 à Paris 18e est un ingénieur des télécommunications.

## Biographie
- Nommé élève de l'école polytechnique, promotion 1928 au Journal Officiel du 3 septembre 1928.
- Nommé Sous-Lieutenant dans le Génie (armée active) par décret du 20 septembre 1930 après réussite aux examens où il devient Ingénieur Polytechnicien.
- Nommé Sous-Lieutenant de réserve par décret du 9 octobre 1931.
- Ancien élève de l'École Supérieure d'Électricité (ESE) (Promotion 1932), et de l'École Nationale Supérieure des Télécommunications (ENST).
- Nommé Ingénieur le 1er octobre 1933 (puis ingénieur en chef le 1er février 1944) à la direction des Lignes Souterraines à Grande Distance (LSGD) de 1933 à 1946.
- Nommé Directeur des PTT de la zone française d'occupation en Allemagne de 1946 au 1er juillet 1948, étant mis à disposition du Commissaire Général aux affaires Allemandes et Autrichiennes (CGAA) par arrêté du 29 juillet 1946.
- Nommé Ingénieur en chef régional à la Direction des Télécommunications de Montpellier le 1er mai 1949 puis à Toulouse le 16 juin 1951.
- Promu ingénieur général à la Direction Générale des Télécommunications le 1er février 1953, chargé des études de transmission et de celles intéressant la Défense Nationale. Promu Ingénieur Général de 1ère classe le 1er janvier 1957.
- Il professe aussi la technique des lignes à longue distance entre 1936 et 1942 au Cours Professionnel des PTT, et de 1941 à 1957 à l’École Nationale Supérieure des Télécommunications (ENST).
- Nommé Directeur Général des Télécommunications le 1er mars 1957 par décret du 5 février 1957, jusqu'à son remplacement par Pierre Marzin le 21 décembre 1967.
- Devient Conseiller d'État en service extraordinaire le 10 juin 1968.
- Élu Directeur du Comité Consultatif International Téléphonique et Télégraphique (CCITT) le 11 décembre 1972, fonction qu'il assure du 1er janvier 1973 au 8 octobre 1976.

### Décorations
- Commandeur de la Légion d'honneur par décret du 28 mars 1961
- Commandeur de l'Ordre du Mérite postal de droit, le 1er mars 1957
- Croix de guerre 1939-1945
- Médaille de la Résistance Française par décret du 31 mars 1947
- Bronze Star Medal USA
- Commandeur des Veterans of Foreign Wars of United States

### Hommage
Un navire câblier inauguré le 12 octobre 1983 par M. le Ministre des Postes, Télécommunications, Télédiffusion - Louis Mexandeau porte son nom. Il appartient actuellement à l'entreprise Orange.